# Good Morning Week-end
Good Morning Week-end est une émission de radio diffusée depuis la rentrée 2005  sur BFM Business (en radio uniquement) le samedi de 8 h à 10 h.
Présentée par Fabrice Lundy, elle passe en revue les évènements économiques et politiques de la semaine écoulée. Elle prend la forme d'un talk-show avec trois invités : journalistes économiques, patrons de rédaction, correspondant parisiens de journaux étrangers,...
Une heure de cette matinale est consacrée à l'actualité française (samedi de 8 h à 9 h), une autre à l'actualité internationale (samedi de 9 h à 10 h).
A la rentrée 2015, l'heure consacrée à l'actualité française a été supprimée. L'heure consacrée à l'actualité internationale est diffusée le samedi de 8h à 9h et le dimanche de 9h à 10h.
A la rentrée 2016, l'émission a été renommée 7 jours dans le monde.
L'émission s'est arrêtée à l'été 2016. La dernière émission a eu lieu le samedi 2/7/2016 et elle n'a pas repris à la rentrée.